# François-Henri d'Harcourt
François-Henri d'Harcourt, né le 12 janvier 1726 à Paris et mort le 22 juillet 1802 à Staines (Grande-Bretagne), comte de Lillebonne, duc et pair de France à partir de 1783, est un officier français des règnes de Louis XV et Louis XVI.

## Biographie

### Origines familiales et formation
Fils d'Anne Pierre d'Harcourt (1701-1783), maréchal de France, quatrième duc d'Harcourt, et d'Eulalie de Beaupoil de Saint-Aulaire, il est comte de Lillebonne, et, à la mort de son père, devient le cinquième duc d'Harcourt.

### Carrière militaire
Il commence sa carrière en 1739 comme cornette au régiment Royal-Cavalerie. Il devient ensuite capitaine de dragons au régiment d'Harcourt. 
Pendant la guerre de succession d'Autriche (1740-1748), il devient mestre de camp (c'est-à-dire colonel) du régiment d'Harcourt en 1743. En 1747, il participe au siège de Berg-op-Zoom, avant d'ëtre promu brigadier des armées du Roi. 
Il participe à la guerre de Sept Ans (1756-1763) et est promu maréchal de camp en 1758, puis lieutenant général en 1762.

### Carrière de gouverneur en Normandie

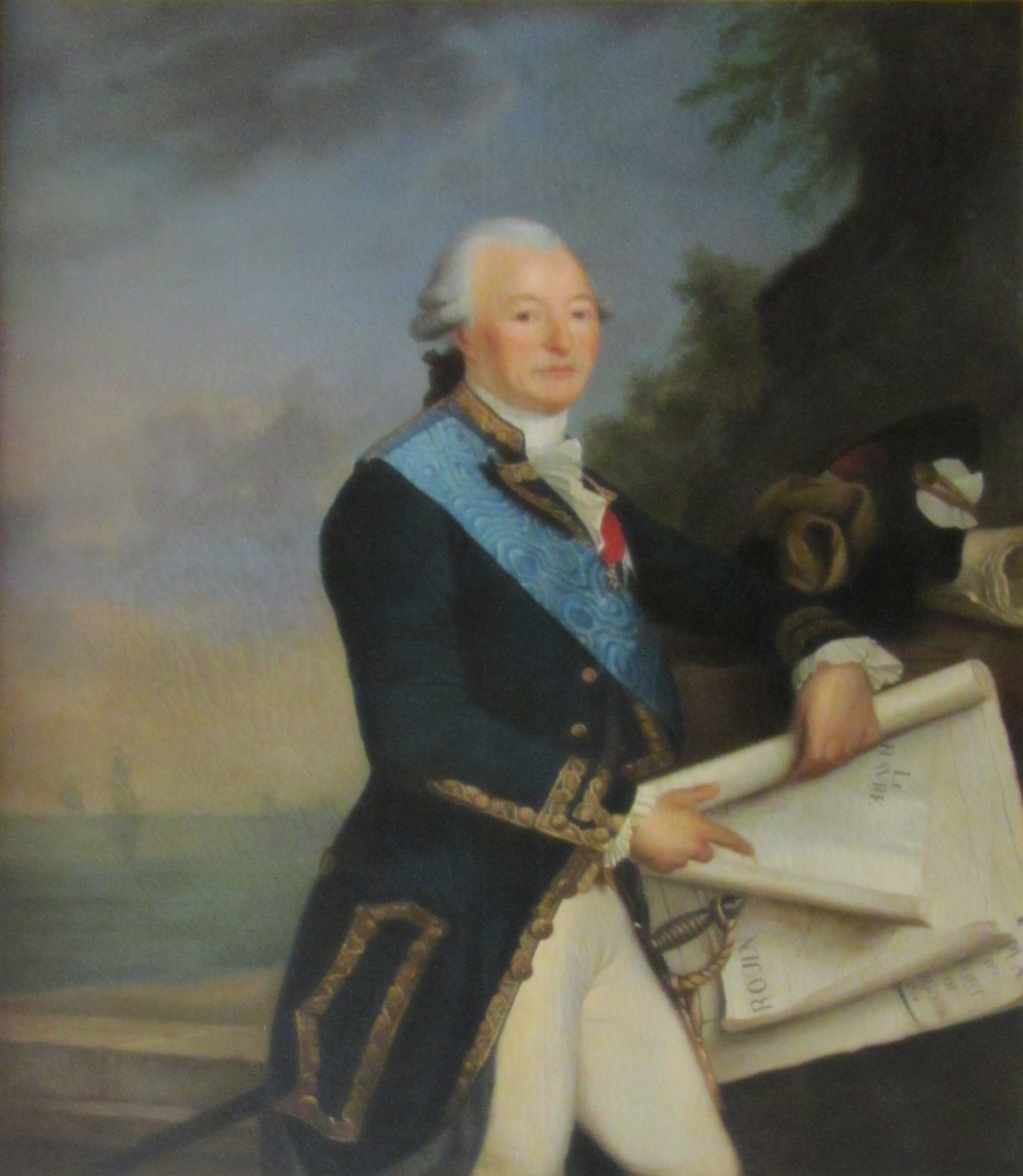
Portrait de François Henri d'Harcourt.

En 1755, le Roi Louis XV le nomme lieutenant-général du gouvernement de Normandie et gouverneur du Vieux-Palais de Rouen, en survivance de son père. 
En 1764, il devient gouverneur Vieux-Palais de Rouen en remplacement de son père et grand bailli d'épée de Rouen. 
En 1776, il succède à son père comme gouverneur de Normandie. 
Ses fonctions de gouverneur de Normandie le conduisent notamment à initier l'aménagement du port de Cherbourg afin de contrer la puissance maritime britannique. Louis XVI vient en visite à Cherbourg en juin 1786, après avoir fait étape pendant une nuit au château de Thury-Harcourt. Cette visite à Cherbourg est le seul grand voyage en province effectué par Louis XVI pendant son règne. 
Il se préoccupe également de l'aménagement du canal de Caen à la mer et du port du Havre.
François Henri d'Harcourt est ensuite désigné par le Roi Louis XVI comme gouverneur (précepteur) de l'aîné de ses fils, le dauphin de France (1786-89).

### Révolution et émigration (1789-1802)
En 1789, comme gouverneur de Normandie, il est confronté aux troubles de Caen où le major Henri de Belzunce, du régiment de Bourbon, est massacré par la foule. Il émigre à partir d'octobre 1790, séjourne à Aix-la-Chapelle, puis en Angleterre à partir de 1792 ; ses biens en France sont saisis. 
De 1792 à 1800, il représente à Londres le comte de Provence (pour les émigrés Louis XVIII à partir de 1795, date de la mort de Louis-Charles de France), tout en faisant des voyages en Allemagne.

### Mariage et descendance
Le 5e duc d'Harcourt épouse le 13 juin 1752 Catherine Scholastique d'Aubusson La Feuillade (1733-1815), fille d'Hubert François, vicomte d'Aubusson, comte de La Feuillade, et de Catherine Scolastique Bazin de Bezons. Elle est la petite-fille de Jacques Bazin, marquis de Bezons, maréchal de France. 
De ce mariage, est issue une seule enfant, une fille, Anne d'Harcourt (1753-1778), mariée avec Victurnien-Jean-Baptiste de Rochechouart, duc de Mortemart.

## Un amateur d'art
Les talents artistiques du 5e duc d'Harcourt s'exercent principalement dans les domaines de l'écriture, des jardins et du théâtre. 

### Littérature
Il a écrit plusieurs pièces de théâtre, qu'il faisait jouer et jouait lui-même, dans le théâtre de son château de Thury-Harcourt et des morceaux de poésie.
En 1788, il est élu à l'Académie Française, au siège occupé précédemment par le duc de Richelieu. Il fait l'éloge de ce dernier lors de sa réception le 26 février 1789. Quand Napoléon rétablit l'Académie, en 1800, il refuse d'y siéger. 

### Jardins et parcs
Il crée aux abords de son château d'Harcourt, à Thury-Harcourt, un parc où il met en application ses conceptions en matière d'aménagement paysager. Ce parc s'étendait sur une colline, face au côté ouest du château, sur la rive opposée de l'Orne. Il le plante d'arbres d'espèces rares et d'origine souvent étrangère, pour le développement desquels il crée une importante pépinière, dispersée à la Révolution. L'inventaire de cette pépinière énumère de nombreuses variétés de végétaux, les uns à feuillage persistant, les autres à fleurs, de tailles et de teintes variées. Dans ce parc, des chemins bordent Les bosquets, d'où l'on découvre des fabriques. En s'intéressant assez tôt aux jardins anglais, par ses échanges dès les années 1760 avec son cousin de la branche anglaise de la Maison d'Harcourt, il semble avoir joué un rôle dans la propagation de leur goût sur le continent. La notoriété des aménagements qu'il mena sur la colline de Thury-Harcourt lui vaut ces vers de l'abbé Jacques Dellile : 
O toi, dont le coteau 
Dans la verte colline offre un si doux tableau. 
Il est consulté sur l'aménagement des jardins de Betz par la princesse de Monaco, sur celui du jardin de la marquise de Coislin, à Bellevue, sur le parc à fabriques de Vallière
Il a écrit vers 1774 un Traité de la décoration des dehors, des jardins et des parcs, resté à l'état de manuscrit, puis retrouvé et publié une première fois en 1919 par l'historien d'art Ernest de Ganay ; une seconde fois en 1996 dans la revue Art de Basse-Normandie. L'auteur y fait la promotion des jardins à l'anglaise, inspirés par le goût chinois, tel celui qu'il a fait aménager aux abords de son château de Thury-Harcourt.

### Portraits du duc d'Harcourt
Un portrait du 5e duc d'Harcourt en artiste de la Comédie italienne a été peint par Fragonard, comme celui de son frère, le duc de Beuvron. 
Sorti de la famille d'Harcourt en 1971, le portrait par Fragonard a appartenu à un collectionneur suisse, le docteur Gustav Rau, avant de passer en vente publique le 5 décembre 2013 à Londres, chez Bonhams, où il a été adjugé pour un prix record de plus de 18 millions d'euros. 
Un autre portrait par Anicet Charles Gabriel Lemonnier se trouve au Musée des Beaux-arts de Rouen.

## Distinction
- Chevalier de l'Ordre du Saint Esprit

## Pour approfondir